# Hiệp hội bóng đá Cuba
Hiệp hội bóng đá Cuba (tiếng Tây Ban Nha: Asociación de Fútbol de Cuba) là tổ chức quản lý, điều hành các hoạt động bóng đá ở Cuba, bao gồm cả đội tuyển bóng đá quốc gia nam. Giải vô địch quốc gia gồm một hạng đấu chuyên nghiệp với 8 đội bóng.

## Vô địch quốc gia
- 14 Villa Clara

- 1980, 1981, 1982, 1983, 1986,1992, 1996, 1997, 2003, 2005, 2011, 2012, 2013, 2016

- 08 DC Gallego

- 1931, 1932, 1937, 1938, 1939, 1940, 1945, 1947

- 08 FC Real Iberia

- 1917, 1918, 1922, 1923, 1926, 1928, 1929, 1934

- 07 Juventud Asturiana

- 1927, 1933, 1935, 1936, 1941, 1944, 1948

- 06 Ciudad de La Habana

- 1978, 1979, 1984, 1994, 1998, 2001

- 07 FC Pinar del Río

- 1987, 1989, 1990, 1992, 1995, 2000, 2007

- 06 Deportivo San Francisco

- 1951, 1952, 1953, 1954, 1955, 1957

- 05 Granjeros

- 1968, 1969, 1970, 1975, 1977

- 05 Hispano América

- 1915, 1919, 1920, 1921, 1950

- 04 Industriales

- 1963, 1964, 1972, 1973

- 04 La Habana

- 1916, 1965, 1966, 1967

- 03 Deportivo Mordazo

- 1958, 1959, 1961

- 03 Ciego de Ávila

- 1993, 2002, 2003

- 02 Azucareros

- 1974, 1976

- 02 Cienfuegos

- 1985, 1991,2008

- 02 Deportivo Puentes Grandes

- 1942, 1943

- 02 Rovers AC

- 1912, 1914

- 01 Casino Español

- 1956

- 01 Cerro FC

- 1960

- 01 Deportivo Español

- 1930

- 01 Diablos Rojos

- 1949

- 01 Fortuna

- 1925

- 01 CD Hatuey

- 1913

- 01 Olimpia

- 1924

- 01 Holguín

- 2006

## Những cầu thủ đáng chú ý
- Osvaldo Alonso Minnesota United FC.
- Maykel Galindo Chivas USA, later FC Dallas
- Reynier Alcántara Miami FC
- Pedro Adriani Faife Miami FC
- Eduardo Sebrango Vancouver Whitecaps, sau này là Montreal Impact
- Rey Ángel Martínez CF Ciudad La Habana, Colorado Rapids, Rochester Raging Rhinos, Carolina RailHawks, New Jersey Ironmen
- Mario Inchausti (ngày 3 tháng 6 năm 1915 – ngày 2 tháng 5 năm 2006) là một cầu thủ bóng đá Cuba từng chơi ở Tây Ban Nha cho Real Zaragoza, Real Betis và Real Madrid, trước khi giải nghệ vào năm 1942 vì chấn thương.